# Битва при Дамгане
Битва при Дамгане — сражение между персидскими войсками Надир-шаха и афганцами Ашраф-шаха в районе города Дамган на севере Ирана. Победа персов не закончила правление Ашрафа в Персии, но привела к дальнейшим успехам в следующих сражениях кампании по восстановлению Тахмаспа II на троне. Гильзаи были вынуждены вернуться на свою территорию на юге Афганистана. Сражение также доказало превосходство военной системы Надира (кавалерия, стрелки и артиллерия) по сравнению со старой системой афганцев, построенной исключительно на кавалерии. Хотя Ашраф пытался исправить положение в последующем сражении при Мундшахаре, он не сумел построить адекватную военную структуру, чтобы противостоять армии Надира.

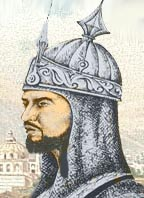
Ашраф-шах

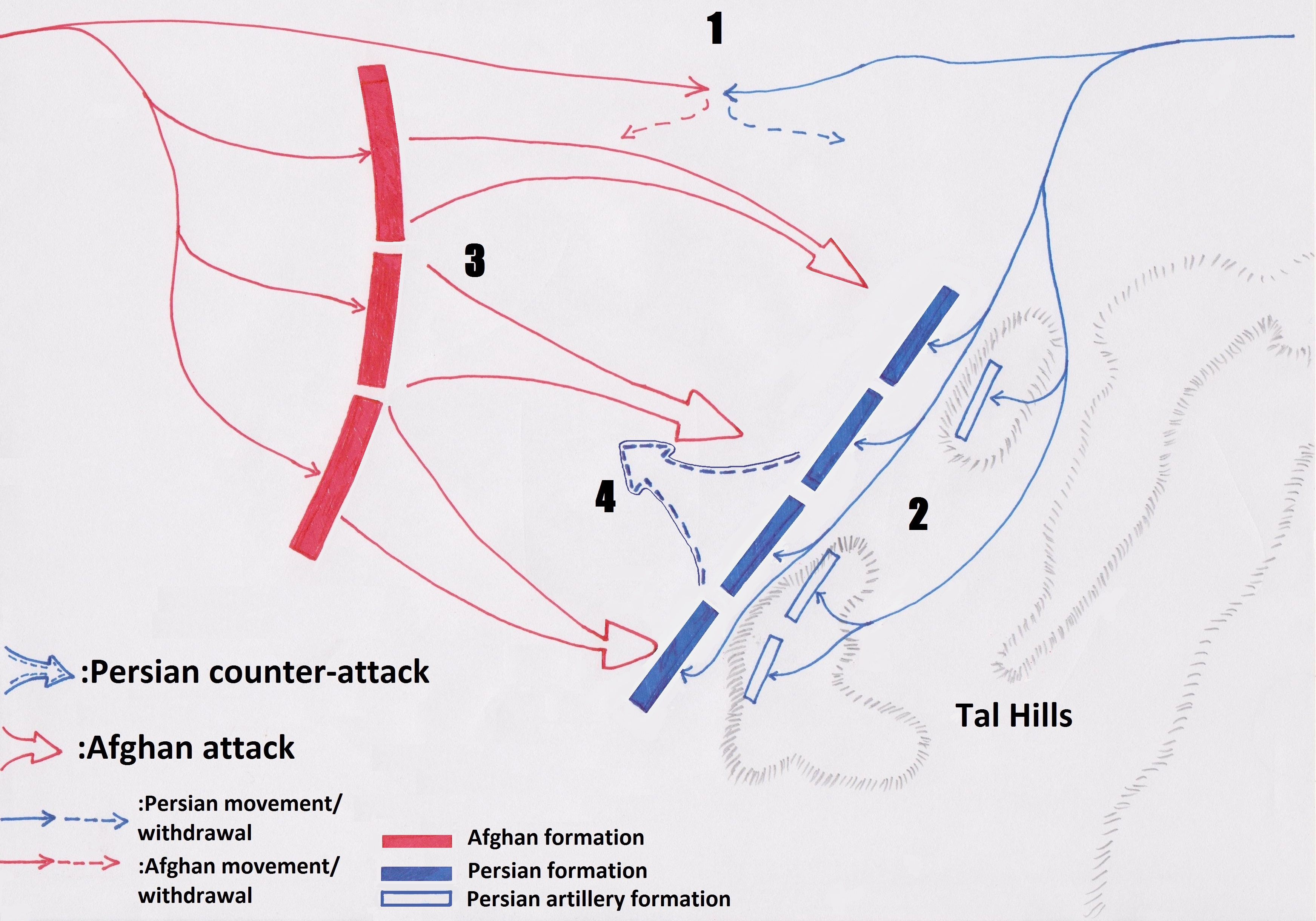
1. Надир отправляет свой арьергард для развертывания на скалах Таль. Афганцы узнали об этом и атаковали персов, в итоге обе стороны вернулись к расположениям основных армий
2. В это время Надир размещает свою артиллерию на высоту, прикрывающую его пехоту
3. Ашраф проводит общую лобовую атаку, но его армия разбита персидской артиллерией и огнем стрелков
4. Надир собирает свою пехоту и атакует афганскую армию, разделив её на две части и обращая в бегство

## Предпосылки
Гильзай Ашраф-шах, придя к власти в период после переворота против своего предшественника Мир Махмуд-шаха, достиг больших успехов в войне с турками: с гораздо меньшими силами он разбил превосходящую турецкую армию и согласился на перемирие, получив земли к западу от бывший империи Сефевидов, а также заручившись турецкой поддержкой и добившись признания в качестве законного правителя Персии.
В то же время Надир и Тахмасп II создали базу на северо-востоке Персии, из которой они оспаривали претензии Ашрафа на недавно приобретенные территории. Узнав, что Надир собирается идти на Герат, Ашраф отправился из Исфахана в августе 1729 года с 30000 солдат в надежде на завоевание Хорасана, в то время, пока Надир будет вести войну с афганцами абдали далеко на восток. К сожалению для Ашрафа, Надир быстро подчинил Герат и вернулся в Мешхед прежде, чем Ашраф смог вторгнуться в Хорасан. Узнав о подходе Ашрафа, Надир собрал своих солдат и занял дороги через Сабзевар 12 сентября 1729 года.
К тому времени Ашраф достиг и осадил Семнан, его армия увеличилась до 40,000 по сравнению с 25-тсячным войском Надира. Оставив позади часть сил, чтобы возобновить осаду Семнана, Ашраф двинулся на восток в сторону Шахруда и послал вперед отряд, чтобы найти и уничтожить артиллерию Надира. Первое столкновение между двумя сторонами произошло к юго-востоку от Шахруда: 14 афганцев были взяты в плен и доставлены к Надиру для допроса. Сам Надир продолжал продвигаться вперед до сумерек и встал лагерем к востоку от деревни под названием Михмандуст. Той ночью Тахмасп обещал ему руку своей сестры, если Надир одержит победу в сражении на следующий день.

## Битва

### Подготовка
Утром 29 сентября Ашраф развернул свою армию традиционным способом, в три отдельных подразделения — центр, левый и правый фланги, в отличие от персидской армии, которую Надир разделил на четыре части. Ашраф был настолько уверен в своей победе, что он выделил 2-3 тысячи всадников, чтобы выследить и захватить Тахмаспа и Надира после победы.
На своем правом фланге Надир выдвинул вперед арьергард, чтобы занять скалы Таль, где можно было разместить артиллерию. Афганцы узнали об этом маневре и атаковали арьергард персов. Стычка не дала значимого результата: Надир велел арьергарду вернуться на исходные позиции, Ашраф также отдал приказ своим отрядам занять позиции для атаки. Пользуясь временем, занятым этим маневром, Надир расположил свою артиллерию за спинами своих стрелков для их прикрытия. По команде Ашрафа орда афганских всадников рванулась вперед с невероятной скоростью.

### Провал афганской атаки
Как только афганцы устремились в атаку, раздались залпы персидской артиллерии, которая, находясь на вершине холма, стала косить афганских всадников сотнями. По мере того, как фланги афганской армии вошли в зону обстрела персидских стрелков, они были расстреляны, афганцам даже не удалось приблизиться к позициям персов для рукопашного боя. Слаженную стрельбу из мушкетов Надир оттачивал годами, и большинство его стрелков были опытными ветеранами. Импульс афганской атаки был утрачен: афганские всадники падали на землю, под копыта коней, поле боя заволокло дымом, ряды атакующих смешались. Штандарт Ашрафа был скошен пушечным ядром, его свита оказалась под огнем, а афганская легкая артиллерия, установленная на верблюдах, была бессильна против тяжелой персидской артиллерии.

### Контратака Надир-шаха
Надир начал свою контратаку: персидские стрелки с саблями наголо атаковали дезорганизованного врага. В завязавшейся схватке им удалось пройти через центр афганских позиций и тем самым рассечь армию Ашрафа на две части, заставив оставшихся в живых афганцев в панике бежать. Погоня была краткой, только на несколько километров, и большей части персидской армии не было разрешено продолжить преследование, так как Надир подозревал возможную засаду в районе Семнана.

## Последствия
Оставив 12000 солдат убитыми под Дамганом, Ашраф-шах поспешно удалился на запад, но не сдался и сделал ставку на организацию засады на персов в ущелье Хвар. В то же время между Надиром и Тахмаспом активизировались споры: Надир выступил за возвращение в Мешхед, а Тахмасп требовал продолжения отвоевания севера Персии. Тахмасп демонстративно покинул лагерь армии, что вынудило Надира послать эмиссаров для примирения. В итоге Надир оставил шаха в Тегеране и возобновил кампанию.